# Scuderia Toro Rosso STR13
Der Scuderia Toro Rosso STR13 ist der Formel-1-Rennwagen von Toro Rosso für die Formel-1-Weltmeisterschaft 2018. Er ist der 13. Formel-1-Wagen des Teams. Er wurde am 26. Februar 2018 auf dem Circuit de Barcelona-Catalunya präsentiert.

## Technik und Entwicklung
Wie alle Formel-1-Fahrzeuge des Jahres 2018 ist der Scuderia Toro Rosso STR13 ein hinterradangetriebener Monoposto mit einem Monocoque aus kohlenstofffaserverstärktem Kunststoff (CFK). Außer dem Monocoque bestehen viele weitere Teile des Fahrzeugs, darunter Karosserieteile und das Lenkrad aus CFK.
Der STR13 ist das Nachfolgemodell des Toro Rosso STR12. Da das technische Reglement zur Saison 2018 weitgehend stabil blieb, ist das Fahrzeug größtenteils eine Weiterentwicklung.
Angetrieben wird der STR13 von einem in der Fahrzeugmitte montierten 1,6-Liter-V6-Motor von Honda mit einem Turbolader sowie einem 120 kW starken Elektromotor, es ist also ein Hybridelektrokraftfahrzeug. Das sequentielle Getriebe des Wagens hat acht Gänge. Der Gangwechsel wird über Schaltwippen am Lenkrad ausgelöst. Das Fahrzeug hat nur zwei Pedale, ein Gaspedal (rechts) und ein Bremspedal (links). Genau wie viele andere Funktionen wird die Kupplung, die nur beim Anfahren aus dem Stand verwendet wird, über einen Hebel am Lenkrad bedient.
Die Gesamtbreite des Fahrzeugs beträgt 2000 mm, die Breite zwischen Vorder- und Hinterachse 1600 mm, die Höhe 950 mm. Der Frontflügel hat eine Breite von 1800 mm, der Heckflügel von 950 mm sowie eine Höhe von 800 mm. Der Diffusor hat eine Gesamthöhe von 175 mm sowie eine Breite von 1050 mm. Der Wagen ist mit 305 mm breiten Vorderreifen und mit 405 mm breiten Hinterreifen des Einheitslieferanten Pirelli ausgestattet, die auf 13-Zoll-Rädern montiert sind.
Der STR13 hat, wie alle Formel-1-Fahrzeuge seit 2011, ein Drag Reduction System (DRS), das durch Flachstellen eines Teils des Heckflügels den Luftwiderstand des Fahrzeugs auf den Geraden verringert, wenn es eingesetzt werden darf. Auch das DRS wird mit einem Schalter am Lenkrad des Wagens aktiviert.
Anders als sein Vorgängermodell ist der STR13 mit dem Halo-System ausgestattet, das einen zusätzlichen Schutz für den Kopf des Fahrers bietet. Durch dieses System erhöht sich das Gewicht des Fahrzeugs auf 733 kg. Die auffällige Finne an der Motorabdeckung, die das Vorgängermodell hatte, fehlt wegen einer Änderung des technischen Reglements. Wegen des Wechsels des Motorenpartners, der erst zu einem relativ späten Zeitpunkt entschieden wurde und einen Großteil der Ressourcen des Teams band, unterscheidet sich das Fahrzeug ansonsten kaum vom Vorgängermodell. Lediglich im Bereich der Fahrzeugnase und der Frontflügelbefestigung sind Unterschiede auszumachen. An der Befestigung des Halo-Systems am Fahrzeug befindet sich ein Winglet, das den Luftstrom zum Fahrzeugheck leiten soll.

## Lackierung und Sponsoring
Der Scuderia Toro Rosso STR13 ist überwiegend in Blau lackiert, dazu gibt es einen roten Streifen auf der Fahrzeugseite sowie rote Seitenplatten am Front- und Heckflügel. Das Logo von Hauptsponsor Red Bull ist in silberner Farbe auf der Motorabdeckung angebracht, auch der Schriftzug von Red Bull auf Front- und Heckflügel sowie den Seitenkästen ist Silber.
Es werben außerdem noch Acronis, Casio (mit der Marke Edifice), Motorenlieferant Honda und Pirelli auf dem Fahrzeug.

## Fahrer
Toro Rosso tritt in der Saison 2018 mit den Fahrern Pierre Gasly und Brendon Hartley an, die beide im letzten Drittel der Vorsaison für das Team ihr Debüt in der Formel-1-Weltmeisterschaft gegeben hatten, nachdem Carlos Sainz jr. während der Saison zu Renault gewechselt und Daniil Wjatscheslawowitsch Kwjat kurz darauf entlassen worden war.

## Ergebnisse
| Fahrer                          | Nr.                             | 1   | 2  | 3   | 4   | 5   | 6   | 7   | 8   | 9   | 10  | 11 | 12 | 13 | 14  | 15 | 16  | 17 | 18 | 19 | 20 | 21  | Punkte | Rang |
| ------------------------------- | ------------------------------- | --- | -- | --- | --- | --- | --- | --- | --- | --- | --- | -- | -- | -- | --- | -- | --- | -- | -- | -- | -- | --- | ------ | ---- |
| Formel-1-Weltmeisterschaft 2018 | Formel-1-Weltmeisterschaft 2018 |     |    |     |     |     |     |     |     |     |     |    |    |    |     |    |     |    |    |    |    |     | 33     | 9.   |
| P. Gasly                        | 10                              | DNF | 4  | 18  | DNF | DNF | 7   | 11  | DNF | 11  | 13  | 14 | 6  | 9  | 14  | 13 | DNF | 11 | 12 | 10 | 13 | DNF | 33     | 9.   |
| B. Hartley                      | 28                              | 15  | 17 | 20* | 10  | 12  | 19* | DNF | 14  | DNF | DNF | 10 | 11 | 14 | DNF | 17 | DNF | 13 | 9  | 14 | 11 | 12  | 33     | 9.   |

| Legende  | Legende            | Legende                                                          |
| Farbe    | Abkürzung          | Bedeutung                                                        |
| -------- | ------------------ | ---------------------------------------------------------------- |
| Gold     | –                  | Sieg                                                             |
| Silber   | –                  | 2. Platz                                                         |
| Bronze   | –                  | 3. Platz                                                         |
| Grün     | –                  | Platzierung in den Punkten                                       |
| Blau     | –                  | Klassifiziert außerhalb der Punkteränge                          |
| Violett  | DNF                | Rennen nicht beendet (did not finish)                            |
| Violett  | NC                 | nicht klassifiziert (not classified)                             |
| Rot      | DNQ                | nicht qualifiziert (did not qualify)                             |
| Rot      | DNPQ               | in Vorqualifikation gescheitert (did not pre-qualify)            |
| Schwarz  | DSQ                | disqualifiziert (disqualified)                                   |
| Weiß     | DNS                | nicht am Start (did not start)                                   |
| Weiß     | WD                 | zurückgezogen (withdrawn)                                        |
| Hellblau | PO                 | nur am Training teilgenommen (practiced only)                    |
| Hellblau | TD                 | Freitags-Testfahrer (test driver)                                |
| ohne     | DNP                | nicht am Training teilgenommen (did not practice)                |
| ohne     | INJ                | verletzt oder krank (injured)                                    |
| ohne     | EX                 | ausgeschlossen (excluded)                                        |
| ohne     | DNA                | nicht erschienen (did not arrive)                                |
| ohne     | C                  | Rennen abgesagt (cancelled)                                      |
| ohne     | keine WM-Teilnahme |                                                                  |
| sonstige | P/fett             | Pole-Position                                                    |
| sonstige | 1/2/3/4/5/6/7/8    | Punktplatzierung im Sprint-/Qualifikationsrennen                 |
| sonstige | SR/kursiv          | Schnellste Rennrunde                                             |
| sonstige | *                  | nicht im Ziel, aufgrund der zurückgelegten Distanz aber gewertet |
| sonstige | ()                 | Streichresultate                                                 |
| sonstige | unterstrichen      | Führender in der Gesamtwertung                                   |